# Bektas (Rapper)

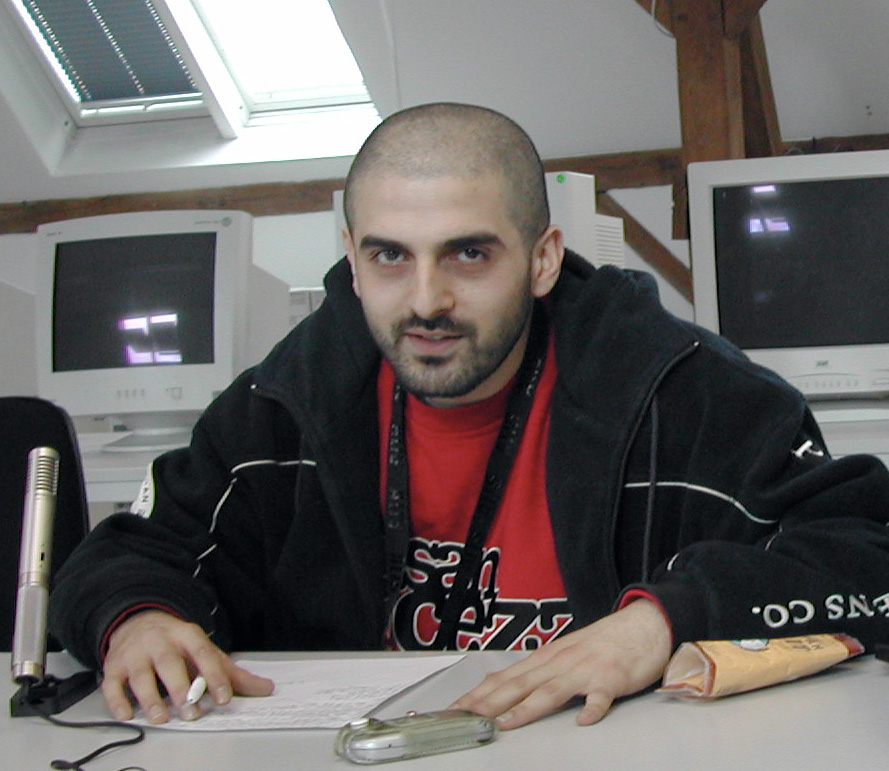
Bektas (2006)

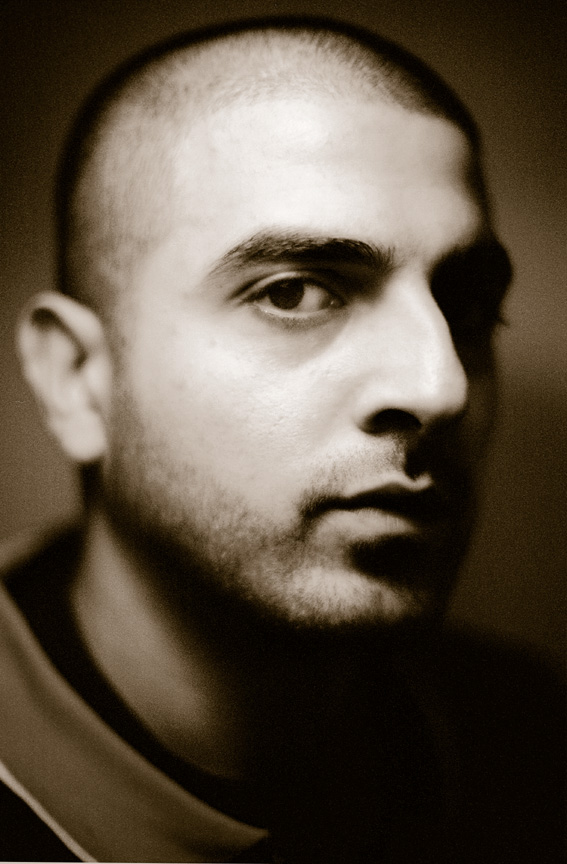
Bektas (2002)

Bektas (* 1975 in der Türkei als Bektaş Turhan) ist ein Berliner Rapper.

## Leben und Karriere
Bektas siedelte im Alter von einem Jahr mit seiner Familie nach Deutschland über und wuchs in Berlin-Reinickendorf auf. Er studierte Politikwissenschaft und arbeitet neben seiner Tätigkeit als Musiker in der häuslichen Krankenpflege.
Anfang der 1990er Jahre trainierte er seine Fähigkeiten als MC auf diversen Hip-Hop-Jams bei Open-Mic-Sessions. Er moderierte zusammen mit Erci beim Berliner Radiosender Kiss FM in dessen Anfangstagen. Durch Erci kam auch die Verbindung zum Cartel und später die Zusammenarbeit mit Peter Maffay zustande.
Bektas veröffentlichte mit Ali’s im Wunderland (2005) seine erste eigenständige CD. Mit dem Programm dieses Albums trat der Rapper auch in der Musik- und Veranstaltungsreihe Mein Block – Repräsentanz, Selbstbehauptung und Kampf bei jungen Migrantinnen von Murat Güngör auf. Seine Themen, die Bektas metaphernreich aufbereitet, stammen von der Straße.
Zusammen mit Sirtlan veröffentlichte Bektas auch ein Album komplett in türkischer Sprache: Satırlarımıza Başlamadan (2006), das in den No5 Production / Altinparmak Records von Aksit Ugurlu produziert wurde, ist der Titel der CD des in diesem Zusammenhang als Bektas ve Sirtlan (dt. Bektas und Sirtlan) auftretenden Popduos.
Dieses Album ist musikstilistisch dem türkischen bzw. Oriental Hip-Hop zuzuordnen.
Bektas ist ansonsten häufig auf Produktionen anderer Künstler zu hören. Bislang arbeitete er z. B. mit Cartel, RZA, Mystikal, Die Sekte, Plattenpapzt, DJ Friction und AnAlphaBeten sowie mit Peter Maffay (mit dem er ebenso zusammen tourte) zusammen.
Außerdem war Bektas Gast bei der Jazzkantine und rappte für das Kantinen-Album Unbegrenzt haltbar zusammen mit Tachiles, den er einmal als sein Vorbild bezeichnete.

## Diskografie

### Soloarbeiten
- 2000: Was Lousn? (EP)
- 2005: Ali’s im Wunderland

### Zusammen mit Sirtlan alsBektas ve Sirtlan
- 2006: Satirlarimiza Başlamadan

## Fernsehauftritte
- Mit Cartel und Peter Maffay in der ZDF-Fernsehsendung Wetten, dass..?